# Годейовець
Годейовець (словац. Hodejovec, угор. Kerekgede) — село, громада в окрузі Рімавска Собота, Банськобистрицький край, Словаччина. Кадастрова площа громади — 11,33 квадратний кілометр км². Населення — 185 осіб (за оцінкою на 31 грудня 2017 р.).
Перша згадка 1246 року.

## Населення
| Рік:            | 1994. | 2004.   | 2014.   | 2024.    |
| --------------- | ----- | ------- | ------- | -------- |
| Кількість осіб: | 206   | 196     | 197     | 157      |
| Різниця:        |       | -4,85 % | +0,51 % | -20,30 % |

| Рік:            | 2023. | 2024.   |
| --------------- | ----- | ------- |
| Кількість осіб: | 158   | 157     |
| Різниця:        |       | -0,63 % |